# Сухацкий, Тихон Кондратьевич
Тихон Кондратьевич Сухацкий (19 октября 1902, Островское, Новоодесский район — 11 февраля 1945, Польша) — командир 338-го гвардейского стрелкового полка, гвардии подполковник. Герой Советского Союза.

## Биография
Родился 19 октября 1902 года в селе Островское ныне Новоодесского района Николаевской области. Работал литейщиком.
В Красной Армии с 1923 года. Окончил Харьковское пехотное училище в 1928 году, курсы «Выстрел» — в 1933 году. Член ВКП(б)/КПСС с 1932 года. На фронте в Великую Отечественную войну с октября 1942 года. С января 1943 года майор Сухацкий — командир батальона 107-й отдельной стрелковой бригады. Воевал на Закавказском и Северо-Кавказском фронтах. В составе 18-й армии участвовал в Туапсинской оборонительной, Новороссийско-Майкопской и Краснодарской наступательных, Новороссийско-Таманской стратегической операциях. За бои по освобождению Кавказа он был награждён орденами Красной Звезды и Отечественной войны 1-й степени.
В октябре 1943 года из 8-й гвардейской, 81-й морской и 107-й стрелковой бригад была сформирована 117-я гвардейская стрелковая дивизия. 107-я стрелковая бригада стала 338-м гвардейским стрелковым полком, командиром которого был назначен гвардии подполковник Сухацкий. В ноябре того же года полк в составе дивизии был переброшен на 1-й Украинский фронт. За бои по освобождению города Бердичев Т. К. Сухацкий был награждён орденом Красного Знамени. В дальнейшем он участвовал в освобождении Тернополя, разгроме бродской группировки противника, форсировании рек Западный Буг и Сан, боях на сандомирском плацдарме. За эти бои был награждён ещё двумя орденами Красного Знамени. Особо отличился во время Сандомирско-Силезской операции.
12 января 1945 года 338-й гвардейский стрелковый полк прорвал оборону противника и повёл наступление в направлении на Кельце. За умелую организацию прорыва и обеспечение форсирования реки Чарна всеми силами дивизии Т. К. Сухацкий был удостоен четвёртого ордена Красного Знамени.
В дальнейшем полк Сухацкого, пройдя с боями более 450 километров, 25 января вышел к реке Одер.
Командир полка гвардии подполковник Сухацкий с передовым отрядом под сильным пулемётно-артиллерийским огнём в числе первых в ночь на 26 января преодолел реку у деревни Хохбаушвиц. Умело организовал захват и удержание плацдарма, переправу на него основных сил полка. Участвовал в отражении многочисленных массированных атак противника. Во время боёв по удержанию плацдарма на реке Одер Т. К. Сухацкому было присвоено воинское звание гвардии полковника. 11 февраля 1945 года в боях за город Шпроттау он погиб.
Похоронен в городе Тарнобжег.

## Награды
Указом Президиума Верховного Совета СССР от 10 апреля 1945 года за мужество, отвагу и героизм гвардии подполковнику Сухацкому Тихону Кондратьевичу присвоено звание Героя Советского Союза.
Награждён орденом Ленина, четырьмя орденами Красного Знамени, двумя орденами Отечественной войны 1-й степени, орденом Красной Звезды.